# Cryphia orthogramma
Cryphia orthogramma är en fjärilsart som beskrevs av Charles Boursin 1954. Cryphia orthogramma ingår i släktet Cryphia och familjen nattflyn. Inga underarter finns listade i Catalogue of Life.